# Giang Dương
Giang Dương (tiếng Trung: 江阳; bính âm: Jiāngyáng) là một khu thuộc thành phố Lô Châu, tỉnh Tứ Xuyên, Trung Quốc.

### Nhai đạo
| - Nam Thành (南城街道) - Bắc Thành (北城街道) - Đại Sơn Bình (大山坪街道) - Lân Ngọc (邻玉街道) | - Lam Điền (蓝田街道 - Thiến Thảo (茜草街道 - Hoa Dương (华阳街道 |

### Trấn
| - Thái An (泰安镇) - Hoàng Nghĩ (黄舣镇) - My Đà (弥陀镇) - Huống Trường (况场镇) | - Thông Than (通滩镇) - Giang Bắc (江北镇) - Phương Sơn (方山镇) |

### Hương
- Tô Lâm (丹林乡)
- Thạch Trại (石寨乡)
- Phân Thủy Lĩnh (分水岭乡)